# Eliza Standerwick Gregory
Eliza Standerwick Gregory, geborene Barnes (* 6. Dezember 1840 in Thrapston, Northamptonshire; † 22. März 1932 in Weston-super-Mare) war eine britische Botanikerin, die Forschungen zu Veilchen betrieb. Ihr botanisches Autorenkürzel lautet „Greg.“

## Werdegang
Eliza Gregory beschäftigte sich schon in jungen Jahren mit Arten der Gattung Veilchen. Die verschiedenen Variationen und Mutationen weckten besonders ihr Interesse.
Ihre wissenschaftliche Arbeit begann Gregory erst im Alter von 64 Jahren. Der Botanische Garten in Cambridge stellte ihr damals ein Stück Land für eigene Studien zur Verfügung, das Gregory zu Forschungen zum Lebenszyklus der Veilchen nutzte.
Sie gab 1912 die Monographie British Violets heraus, deren Illustrationen ebenfalls große Beachtung fanden. Im Journal of Botany veröffentlichte sie zwischen 1904 und 1923 mehrere Fachbeiträge. Ihr Herbarium vermachte Gregory dem Britischen Museum für Naturgeschichte.

## Würdigung
Der Botaniker James Walter White erwähnte Gregory in seiner Flora of Bristol und bezeichnete ihre Kenntnisse auf dem Gebiet der Veilchen als einzigartig unter britischen Botanikern. Sie beschrieb die Veilchenart Viola calcarea (Bab.) Greg., die nach der Euro+Med Plantbase nun als Synonym von Viola hirta L. gilt. Sie entdeckte die Erdrauchart Fumaria occidentalis, die sie gemäß Frederick Hamilton Daveys Flora of Cornwall in einem Waldstück bei Lelant gefunden hatte.

### Belege
1. ↑  Buchbesprechung British Violets- a Monograph in The Athenaeum No. 4437 vom 9. November 1912
2. ↑  Eintrag Viola hirta bei Euro+Med Plantbase
3. ↑  gemäß F. Hamilton Davey's Flora of Cornwall (1909) zitiert in Gardeners Chronicle, Volume 162, Purnell and Sons, London 1967; Seite 17